# Catàstrofe geològica

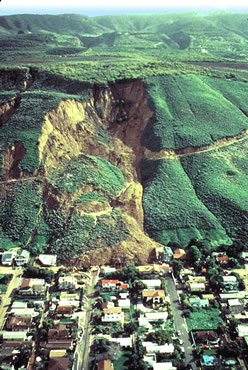
Enorme esllavissada a La Conchita (1995)

Una catàstrofe geològica' és alguna de les condicions geològiques adverses susceptibles de causar danys o pèrdues personals i/o materials. Aquestes condicions de perillositat es poden definir com fenòmens immediats i fenòmens lents: 
Els fenòmens immediats inclouen: 

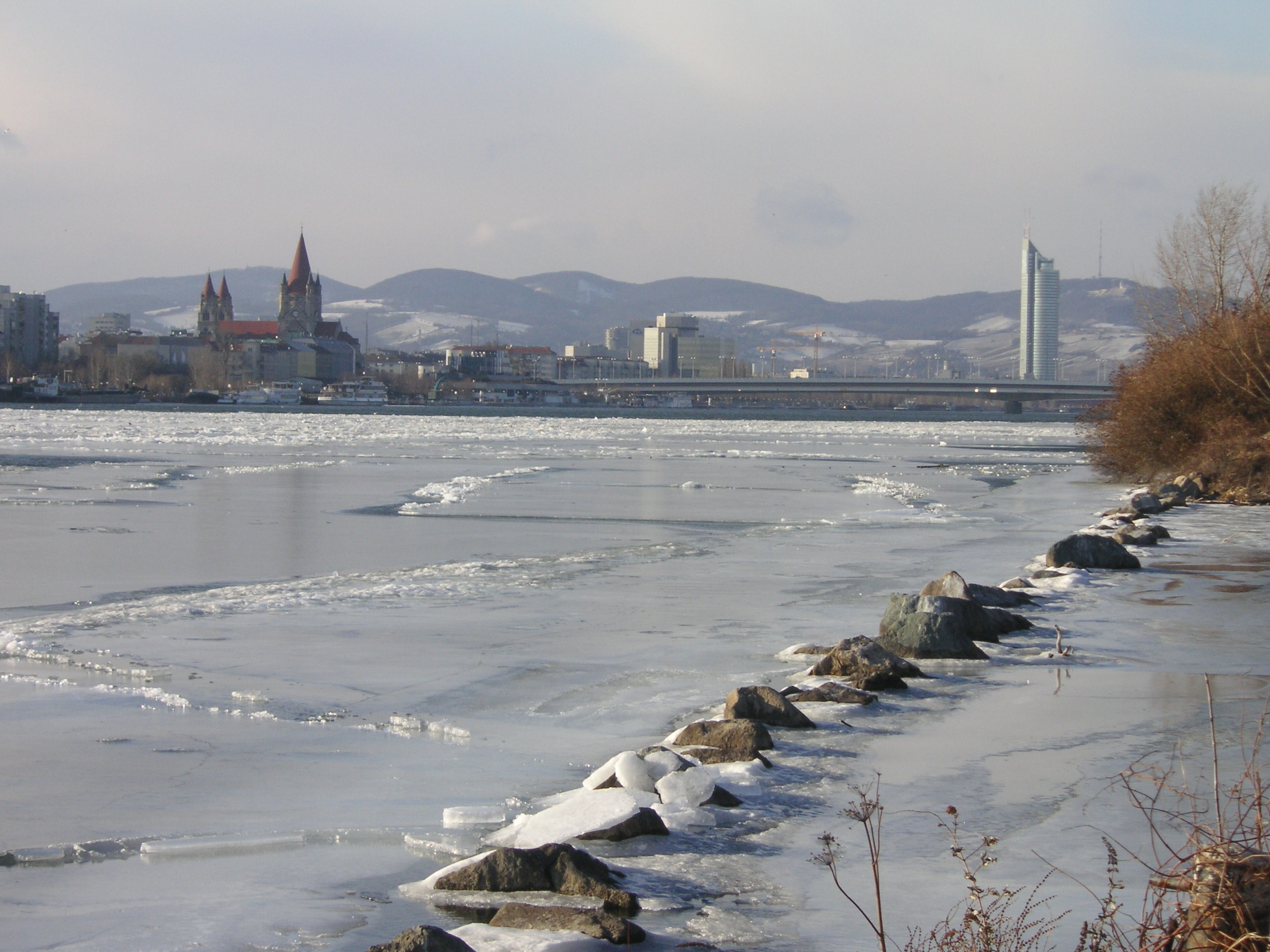
Eisstoß Feb.2006 Vienna, Àustria (Donauinsel)

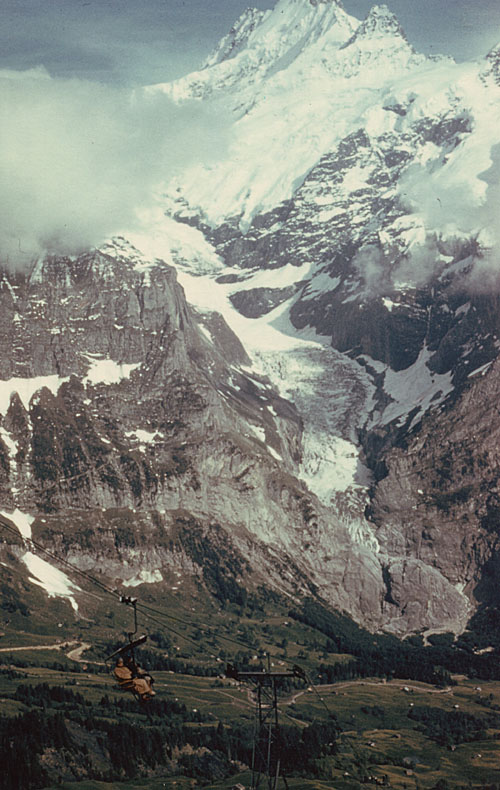
Glacera sobre de Grindelwald, Suïssa

- Allaus (neu, roca o neu i aire) i els seus
- Terratrèmols i fenòmens associats com tsunamis
- Incendis forestals (especialment a les àrees mediterrànies) causant desforestacions
- Tempestes magnètiques[1]
- Esllavissades (Desplaçament lateral de materials o de vessant)
- Colades de fang (un flux semblant a una allau de fang de materials fins o humits, semblant a les esllavissades)
- Fluxos piroclàstics
- Despreniments, esllavissades de roca, (allaus de roques) i Debris flows
- Torrents (flash floods, rapid floods)
- Erupcions volcàniques, lahars i caiguda de cendres

Els fenòmens graduals o lents inclouen: 
- Cons de dejecció (p.e. a la sortida dels congostos o valls tributàries)
- Evolució de calderes (volcans)
- Assentaments del terreny causats per la consolidació de sòls compressibles o pel col·lapse de sòls (vegeu també compactació)
- Subsidències del terreny i dolines
- Liqüefacció (assentaments del terreny en àrees de sorra/llims saturades durant un terratrèmol)
- Migració de dunes de sorra
- Erosió de costa i torrents
- Surgències termals

Algunes vegades els riscos són instigats per l'ésser humà degut als assentaments o construccions en llocs on no s'ha tingut en compte totes aquestes condicions.

## Evolució dels riscos geològics i mitigació
Els riscos geològics són avaluats típicament per geòlegs i enginyers geòlegs que estan educats i entrenats per interpretar el terreny i els processos que s'hi donen, interacció terreny-estructura i mitigació dels riscos geològics. Habitualment aquests riscos són analitzats per institucions públiques com l'Institut Geològic de Catalunya a la seria de cartografia de riscos geològics.
Les mesures de mitigació més habituals poden ser: 
- Recol·locació de les infraestructures
- L'estabilització del vessant. Es pot mitigar el risc d'esllavissada construint murs de contenció, els quals poden usar tècniques com murs pantalla, ancoratges, etc.
- La costa i les riberes es protegeixen mitjançant esculleres.
- Les qualitats del sòl o les roques poden ser millorats amb mètodes com la compactació dinàmica, injecció de formigó i estabilització mecànica del terreny.
- Altres mètodes de mitigació poden ser fonamentacions profundes, Túnels, sistemes de drenatges subterrani, etc.

Les mesures de planificació inclouen la regulació, prohibint l'edificació en zones susceptibles a patir riscos geològics, el reglament d'edificació, etc.